# Bundesstraße 268
Die Bundesstraße 268 (Abkürzung: B 268) ist eine Bundesstraße in Deutschland und verbindet die Stadt Trier mit dem Ballungsraum Saarbrücken.

## Verlauf
B 268 beginnt in Rheinland-Pfalz im Süden der Stadt Trier. Sie zweigt von der an der südlichen Moselseite (Pacelliufer) verlaufenden B 51 ab. Nach Verlassen des Stadtgebietes verläuft die B 268 zunächst durch das eher dünn besiedelte Gebiet des Landkreises Trier-Saarburg. Durch die Ortschaft Pellingen und entlang der Ortschaften Zerf und Greimerath führt die Straße durch die hügeligen Ausläufer des Hunsrücks.
Vor Losheim am See erreicht die Bundesstraße den Landkreis Merzig-Wadern im Saarland. In Losheim am See kreuzt die B 268 die Bahnstrecke Merzig Süd–Büschfeld. Nun erreicht die Straße entlang der Ausläufer des Saar-Nahe-Berglands und der Ortschaft Nunkirchen die Gemeinde Schmelz (Saar) im Landkreis Saarlouis. Hier überquert sie die Prims und kreuzt die Primstalbahn.
Nun verläuft die B 268 nach Lebach. Hier kreuzt sie die B 269 und überquert die Theel. Begleitet durch die Bahnstrecke Lebach–Völklingen erreicht die Bundesstraße die A 8 und damit den Regionalverband Saarbrücken. Weiter über Heusweiler und Riegelsberg mündet die B 268 in die A 1, die die Bundesstraße damit ersetzt. Am südlichen Ende der A 1 geht diese im Stadtgebiet von Saarbrücken in die B 268 über. Entlang der Saarbahn erreicht die B 268 in der Nähe des Hauptbahnhofs am Ludwigskreisel ihr Ende an der B 51.

## Geschichte
Bis 1949 trug die Strecke die Bezeichnung Reichsstraße 268 (R 268). Während des Zweiten Weltkrieges wurde die R 268 verlängert in das besetzte Frankreich; über Hanweiler (heute B 51), Saargemünd, Bitsch und Bad Niederbronn nach Hagenau.
Mitte der 1950er-Jahre wurden die Planungen für eine „Kraftbahn“ aufgenommen, um die damals hoch belasteten Ortsdurchfahrten der B 268 zu entlasten. 1960 wurde das Teilstück zwischen Riegelsberg und Saarbrücken dem Verkehr übergeben.

## Bedeutung für den Straßenverkehr
Die B 268 ist die kürzeste Verbindung zwischen Trier und Saarbrücken.
Dennoch ist sie fast ausschließlich für den regionalen Verkehr von Bedeutung. Der überregionale Verkehr nutzt die A 1.
Geplant war mit der Nordsaarlandstraße eine Verbindungsstraße zwischen Merzig und der Anschlussstelle 137 der A 1 Nonnweiler-Braunshausen, die zwischen Losheim am See und Nunkirchen entlang der B 268 verlaufen sollte.

## Trivia
Im regionalen Sprachgebrauch wird die Straße häufig "Pellinger" genannt. Dieser Name leitet sich vom Ort Pellingen ab, nach dem in Trier ein (historisches) Teilstück der Straße benannt ist.